# Za Horou (Praha)
Za Horou je ulice ve stejnojmenné lokalitě v katastrálním území Hloubětín na Praze 14, která začíná na ulici Třešňové a má slepé zakončení. Směřuje na severozápadozápad. Tato lokalita se rozvíjí od 20. let 20. století, kdy začala výstavba nouzové kolonie Za Horou.
Ulice byla pojmenována až v roce 1975. Název ulice vychází z polohy ulice na okraji lokality Za Horou.
Zástavbu tvoří přízemní a jednopatrové rodinné domy, pouze většinu jižní strany směrem k Českobrodské vyplňuje zeleň. Povrch ulice je ze zámkové dlažby (stav 2018). Po severní straně vede chodník. Nedaleko ulice je autobusová zastávka Za Horou.